# 静慰郡
静慰郡，中国南北朝时设置的郡。
南朝梁置，治所在龙平县（今广西壮族自治区昭平县）。辖境相当今昭平县一带。属静州。梁壽郡和静慰郡同治一地（龙平县，今广西昭平县），号称梁壽靜慰二郡。隋朝开皇九年（589年），隋灭南陈后废。 